# フォルクスワーゲン・サンタナ
サンタナ（Santana）は、ドイツの自動車メーカーであるフォルクスワーゲンがかつて生産していたセダン型乗用車である。

## 概要
パサートが1980年のフルモデルチェンジで2代目（B2型）に移行した際、ステーションワゴンとハッチバックのみの設定となり、先代に存在したセダンが独立する形で登場したモデルがサンタナである。
2代目パサートおよび2代目アウディ・80とは姉妹車の関係にあり、いずれも共通のB2プラットフォームを採用している。縦置きエンジンを採用し、駆動方式は前輪駆動。

## 歴史

### ヨーロッパ
1981年より1984年まで西ドイツを含めたヨーロッパ諸国で販売された。5ドアハッチバック及びワゴン（ヴァリアント）であった姉妹車・パサートは1988年まで生産され、第3世代へと移行した。

### 南アメリカ
パサート（第2世代）/サンタナは、ブラジルの現地法人である「フォルクスワーゲン・ド・ブラジル」でも現地生産・販売された。ブラジルでは、1984年2月にパサートの第1世代の後継車種としてサンタナが発売され、4ドアセダンに加えて2ドアセダンが存在した。1991年に、外観のみを第3世代パサートに似せた「新型サンタナ」に移行、2006年まで製造・販売されていた。
さらに、「フォルクスワーゲン・ド・ブラジル」とアメリカの「フォード・モーター」のブラジル法人との合弁会社である「アウトラチーナ」は、ブラジルでは「フォード・デル・レイ」、アルゼンチンでは「フォード・シエラ」それぞれの後継車として、サンタナのフォード版である「ヴェルサイユ」(ブラジル)、「ギャラクシー」(Galaxy) (アルゼンチン)  を1995年まで生産していた。

### 中国
サンタナ（中国語表記=桑塔納）は、フォルクスワーゲンと上海汽車の合弁会社であるフォルクスワーゲン上海（上海大衆汽車）社によって、セダンおよびワゴン（旅行車）の初代モデルが継続販売されていた。当初はノックダウン生産であったが、徐々に中国産部品の割合が増え、1990年代には全部品の6割の国産化を達成している。
初期のサンタナはウインカーがヘッドライトの外側に装着されていたが、のちにバンパー部に移植され、ヘッドライトの内側にフォグランプが装着されるようになった。
1999年には「99新秀」と呼ばれる特別仕様車が発売され、パワーステアリングやパワーウィンドウ、アルミホイールや大径ブレーキ、5速MTが搭載された。
翌2000年には「世紀新秀」と呼ばれる特別仕様車が発売された。前年登場した「99新秀」をベースに、ABSやハイマウントストップランプを搭載。内装面もマイナーチェンジされた。
標準仕様のサンタナは2012年まで生産され、教習車やタクシーからパトカーに至るまで、中国の国民車の名に恥じず幅広く採用された。

### サンタナ2000
ブラジルで発売されていた「Quabtam」という車両をベースにホイールベースを延長し、後部座席のスペースを広げた「サンタナ2000」が1995年に発売された。
プラットフォーム及びエンジンはサンタナと共通のため生産コストも安く、レザーシートや集中ドアロック、油圧パワーステアリング、パワーウィンドウ等の安全・快適装備も搭載し、瞬く間に50万台を売り上げた。
サンタナ2000では燃料噴射装置の進化もあって最高出力は101hpにアップし、ユーロ3排ガス基準をクリアした。ボディ剛性も強化され、ABSも標準搭載されるなど、さらなる安全性の向上と装備・機能の充実が図られた。また、「時代超人」「自由沸点」等の特別仕様車も多数登場し、オートマチックトランスミッション（AT）搭載車やサンルーフ搭載車も発売され、最高価格は18万人民元にも達した。

### サンタナ3000
2004年をもってサンタナ2000は生産終了となり、生産終了の翌日に次世代モデルとなる「サンタナ3000」が発表された。
「超越者」と名付けられ、デザインはより滑らかになり、人々に先進感を与えるデザインに刷新された。前モデルの2000より更に全長を10cm伸ばし、後部座席の広さをアピール。また、エアバッグやABS、EDSやEBD等の安全装備も搭載し、強化されたボディと相まって安全性も高められた。パワートレインは先代のキャリーオーバーとされたものの、エアクリーナー等の進化が図られた。また、トランスミッションにシンクロメッシュを内蔵し、よりイージーなドライブが可能となった。

### 2代目
2012年10月、フルモデルチェンジ版となる2代目モデルを発表。中国市場を主眼に置いたコンセプトとし、設計・開発はヴォルフスブルク工場で行われた。エンジンはいずれも新開発となる1.4Lと1.6Lの2種類のガソリンエンジンを搭載する。

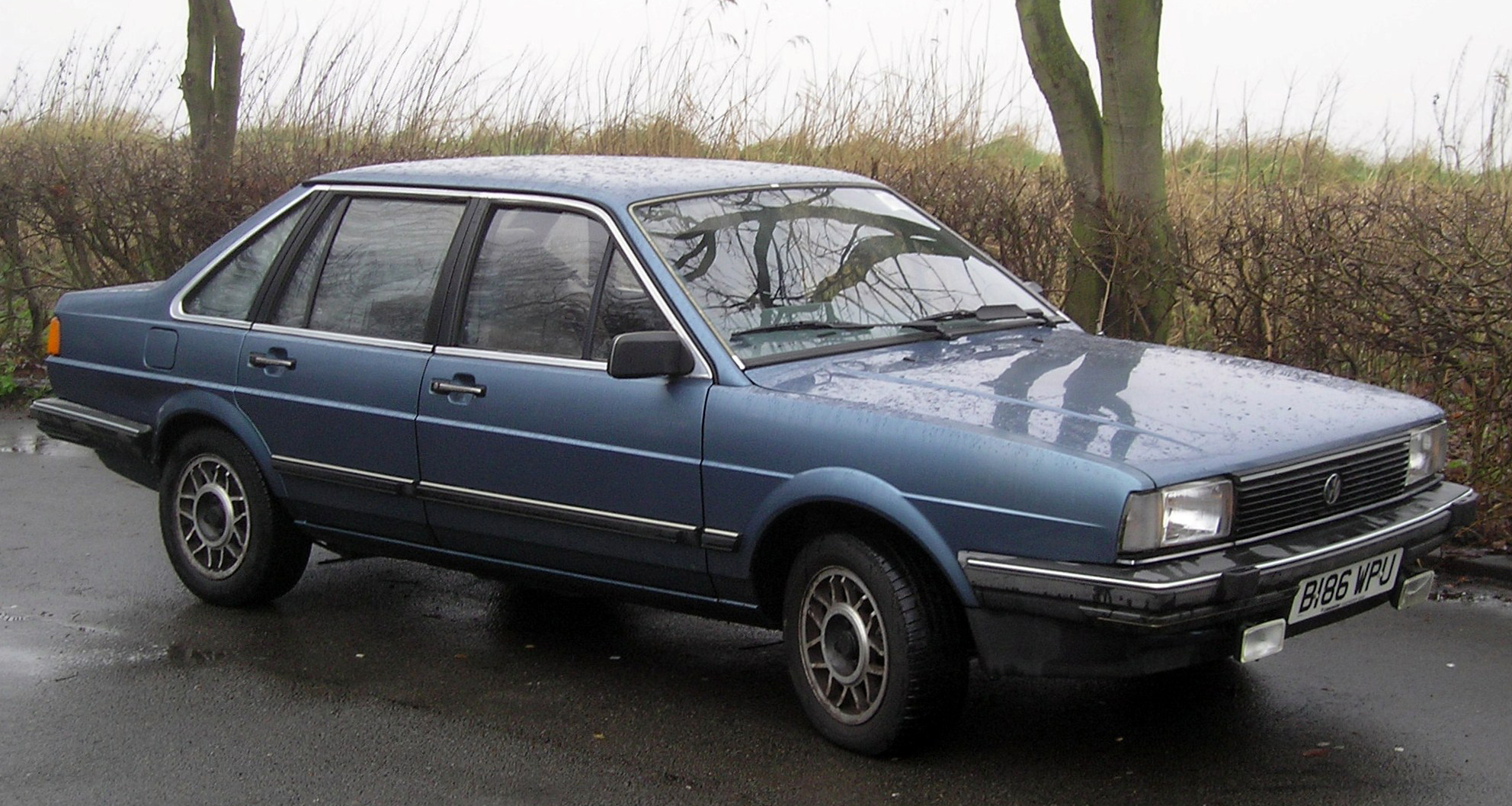
前期型
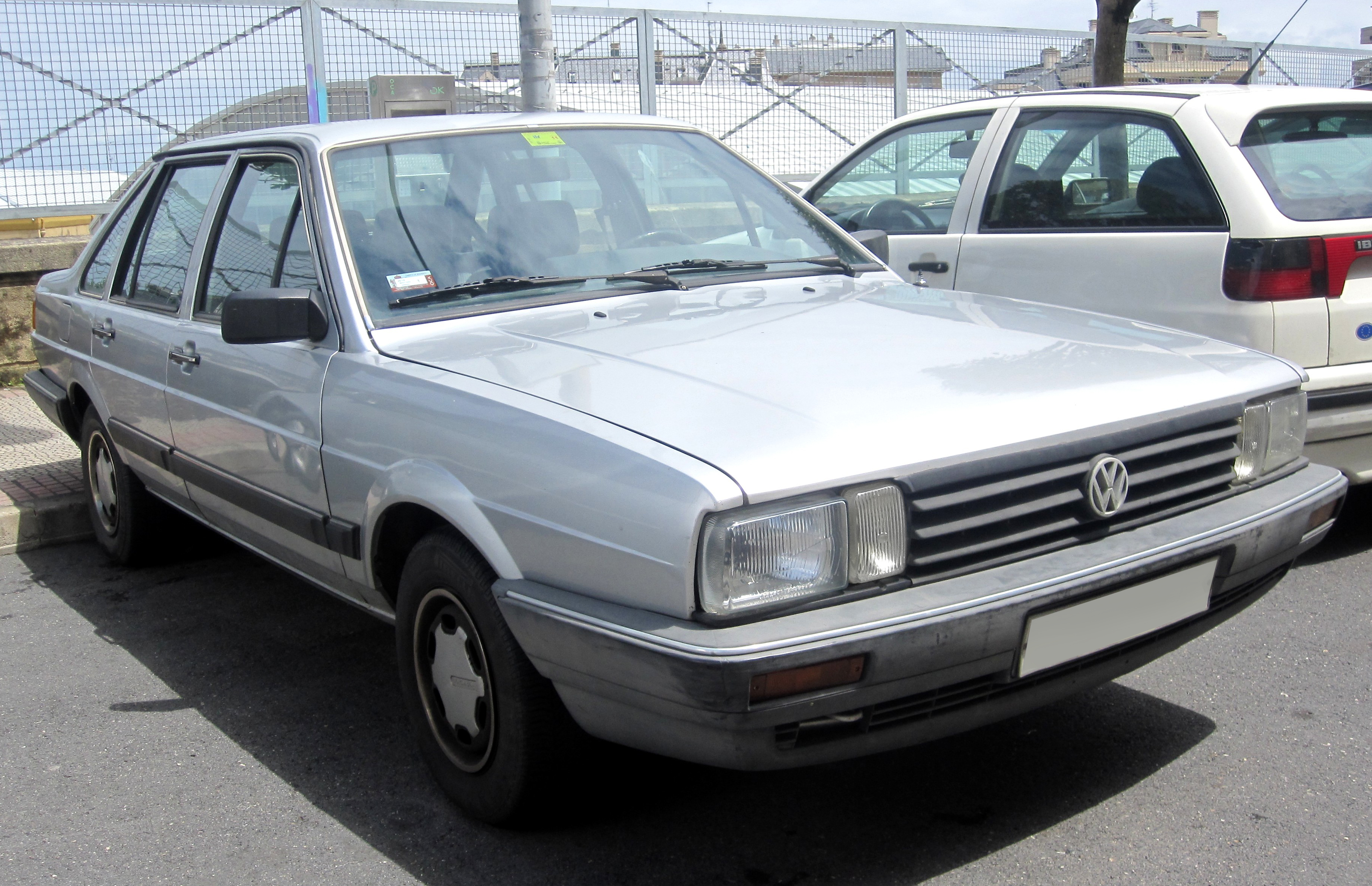
パサートと共通のフロントマスクを持つ後期型
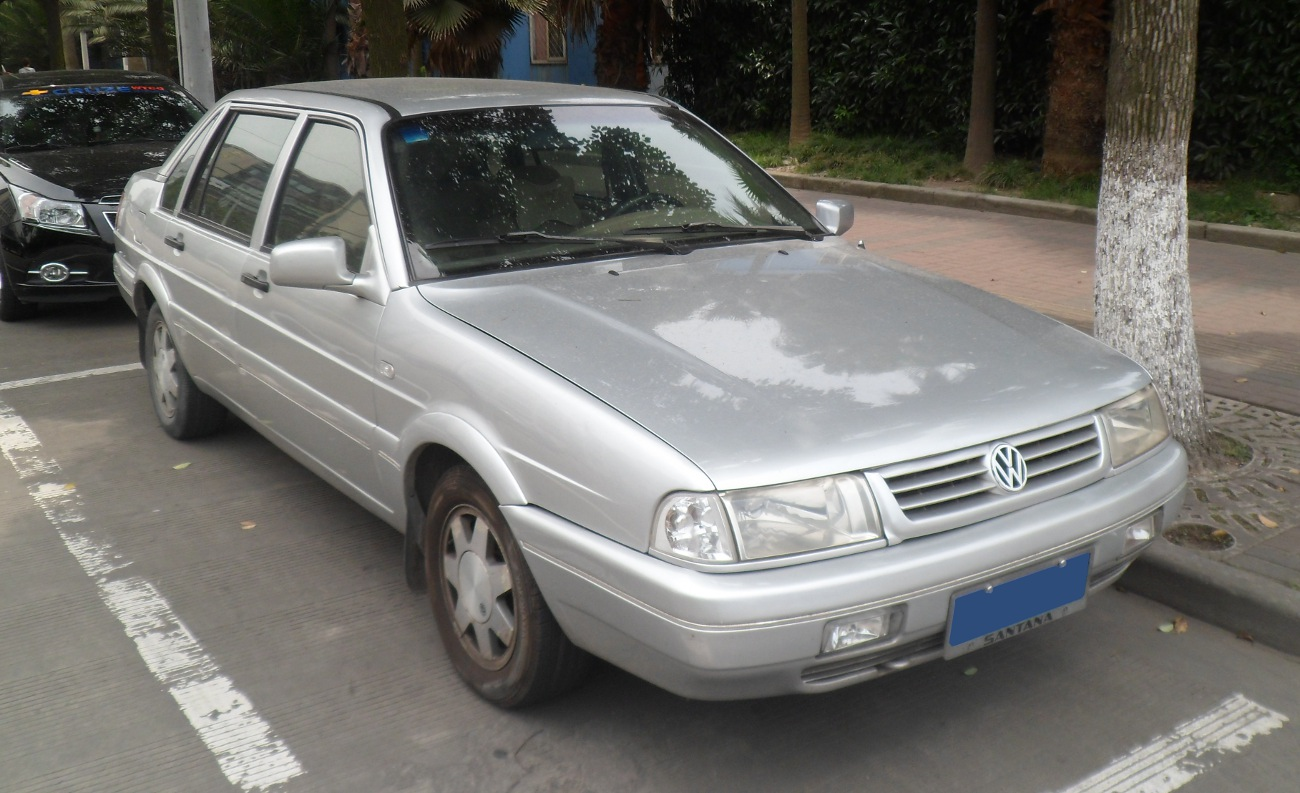
サンタナ2000
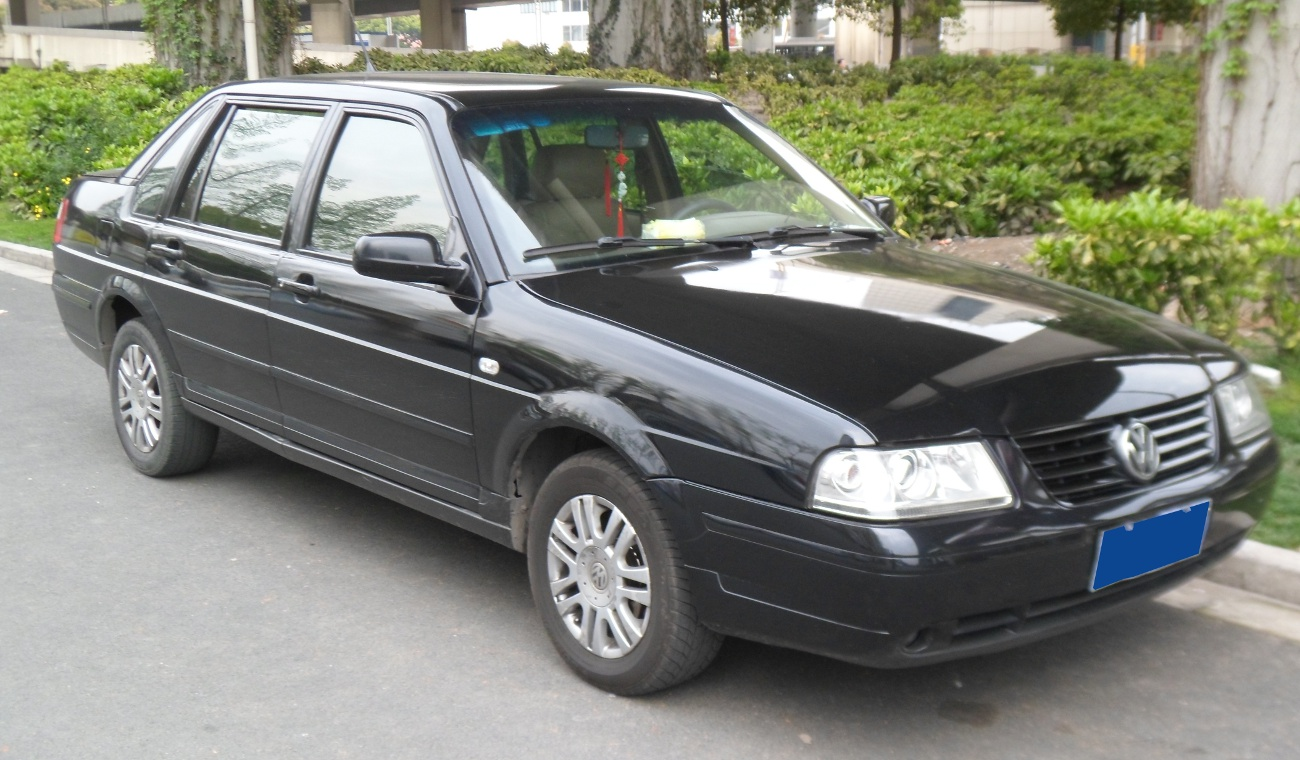
サンタナ3000
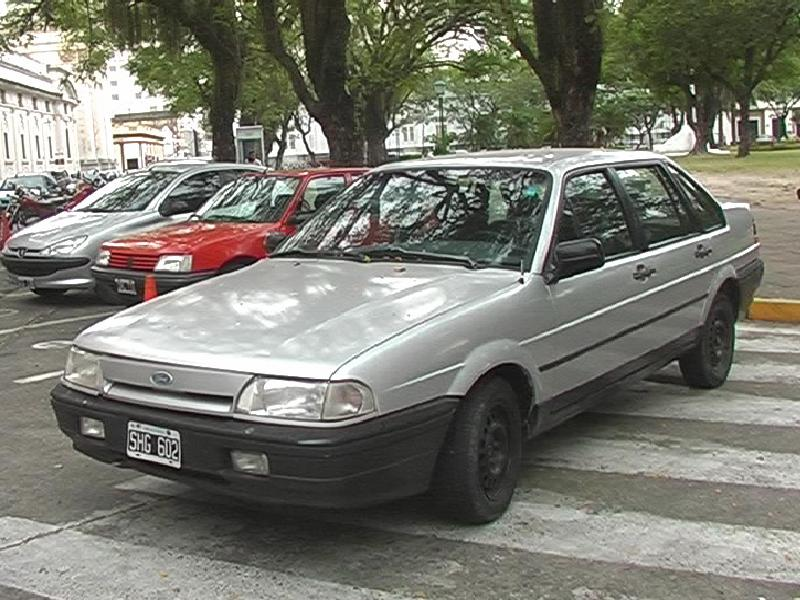
フォード・ヴェルサイユ
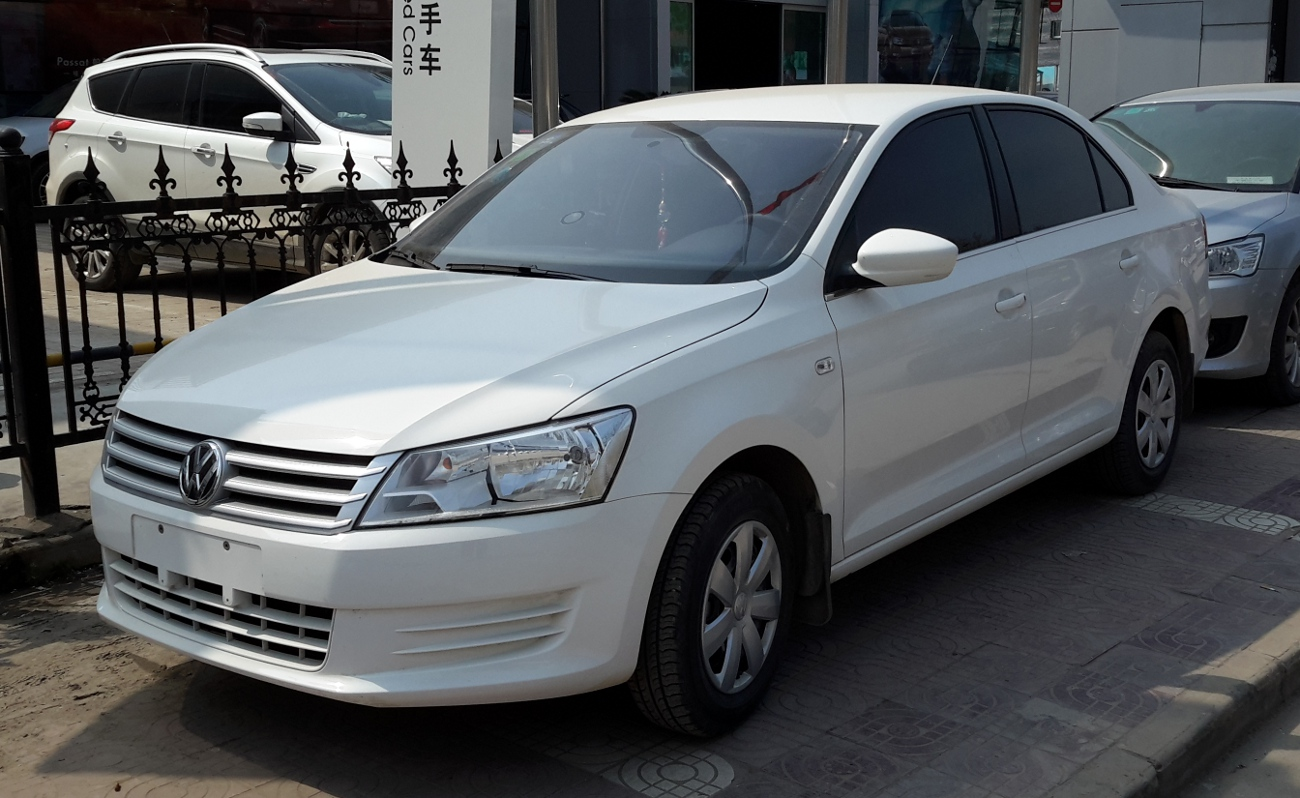
2代目

### 日本

#### 日産製サンタナ（M30型）
日本では1984年から、日産自動車によって神奈川県座間市にあった日産自動車座間工場でノックダウン生産・販売された。型式は当時の他の日産車と同じような「M30」が与えられたが（新規車種のため末尾は0）、車検証での車名は「フォルクスワーゲン(277)」と記された（輸入車種とは車名コードが異なる。輸入車種は「791」）。
1980年、当時積極的な国外展開戦略をとっていた日産自動車の社長石原俊は、フォルクスワーゲンとの全面提携を所望、その足掛かりとしてサンタナの製造・販売を提案した。翌1981年、大和証券の仲介によって同車のノックダウン生産に関する提携は成立したが、フォルクスワーゲンはそれ以上の業務提携拡大には関心を示さなかった。その後、日本におけるサンタナの販売は、当初合意された月産4,000-5,000台の計画に対して、生産を終了した1991年までの7年間の合計でも約5万台という不調に終わり、両社の関係も後退した。特にマイナーチェンジ後の1987年前後に多発したAT車の暴走事故では、同年の衆議院第109回国会において、当時の公明党衆議院議員草川昭三の質問主意書にて、サンタナ（及びアウディ・100）のアイドリング制御装置の欠陥が直接指摘される事態にまで至り、その後の売り上げに大きな影響を与えた。
後継として1990年に発売されたパサート（第3世代）は、上記の経緯により当初日産によって取扱販売された。また、同年発売のプリメーラにも影響を与えている。
1991年、フォルクスワーゲンは日本での販売に関してトヨタ自動車と提携（DUO）し、日産との提携は解消された。

##### 初代 M30型 (1984年～1990年)
- 1984年2月 - M30型登場。日本の5ナンバー枠に収めるためモール類を薄型にして1,690mmの車幅としている。ヘッドランプやフロントグリル形状はパサートとは異なる独自のデザインを採用している。エンジンは直列5気筒OHC1,994 ccのフォルクスワーゲンJ型、直列4気筒OHC1,780 ccのフォルクスワーゲンJN型、および直列4気筒OHC1,588 ccディーゼルターボのフォルクスワーゲンCY型の3機種をラインナップ。
- 1985年5月 - 「2000Xi5アウトバーン」追加。最上級グレードXi5をベースにベロア地スポーツシート、ゴルフGTIと同じデザインのステアリングホイールや電動サンルーフが装備された。また、14インチホイールが与えられ、足回りも専用となった。
- 1987年1月 - マイナーチェンジ。Xi5アウトバーンDOHCが登場。フロントマスクのデザインが変更され、フォグランプ組み込みヘッドランプやフロントグリル及び大型前後バンパーなど、パサートと共通のものとなった。また、ディーゼルターボが廃止され、ガソリンエンジン車も2グレードが廃止されている。
- 後期モデルの価格は、213.6 - 288.3万円であった[11]。
- 1990年 - 日産での生産を終了。その後継車として3代目パサートを輸入し、サニー店系列とプリンス店系列で取り扱っていたが、1992年にはトヨタ系のDUOでのフォルクスワーゲンの販売が開始され、日産ディーラーでの販売は中止となった。
- 日本仕様としてリアコンビネーションランプの点灯パターンが変更されている。本国仕様では車体左側から「ウインカー／ブレーキランプ／リフレクター組み込み式テールランプ／リアフォグランプ／バックランプ」であるが、日本仕様では「ウインカー／テールランプ／リフレクター／ブレーキランプ／バックランプ」となりリアフォグランプは装備されない。

##### ラインナップ
- Xi5・アウトバーンDOHC 直列5気筒DOHC、1,994 cc、140馬力（1987年〜）
- Xi5・アウトバーン 直列5気筒SOHC、1,994 cc、110馬力（1985年〜）
- Xi5 直列5気筒SOHC、1,994 cc、110馬力
- Gi5 直列5気筒SOHC、1,994 cc、110馬力（1984年 - 1987年）
- Gi  直列4気筒SOHC、1,780 cc、100馬力（1984年 - 1987年）、91馬力（1987年 -、ネット値）
- Li  直列4気筒SOHC、1,780 cc、100馬力（1984年 - 1987年）
- Gt  直列4気筒SOHCターボディーゼル、1,588 cc、72馬力（1984年 - 1987年）
- Lt  直列4気筒SOHCターボディーゼル、1,588 cc、72馬力（1984年 - 1987年）

##### 取り扱い販売店
- サニー販売会社
- ヤナセ（1984年から日産製サンタナを販売）[12]
- スカイライン販売会社（1987年4月より）

### 補足
1. ↑  ただし、エンジンは当時VWの主流となりつつあったダウンサイジングターボ（TSI）ではない。
2. ↑  1984年 : 1万7418台[7]、1985年 : 1万2281台[8]、1986年 : 6886台[8]、1987年 : 8426台[8]、1988年 : 3421台[8]、1989年 : 1219台[8]。